# 东北秧歌
东北秧歌是指流行于中国东北地区的“秧歌调”。
秧歌在中国许多地方都有，是一种边唱边舞的艺术形式，据说起源于农民在稻田插秧时唱的田歌，所以叫做“秧歌”。
东北的秧歌融合了满族、汉族和其他民族舞蹈的特点，与中国南方传统秧歌有所区别。
东北秧歌诙谐、豪放、泼辣、幽默，一般是二人对唱，随时编词，曲调比较固定，一般没有管弦乐器伴奏，只是由打击乐器打出节拍，烘托热闹的气氛。